# Feeling Through
Feeling Through é um curta-drama americano de 2019 dirigido por Doug Roland. Foi indicado ao Oscar de 2021 de Melhor Curta-metragem em live action. A atriz Marlee Matlin atua como produtora executiva.

## Enredo
Na cidade de Nova York, um adolescente sem-teto chamado Tereek está passando uma noite com seus amigos. Enquanto eles seguem caminhos separados, Tereek percebe um homem surdo e cego chamado Artie segurando uma bengala e uma placa pedindo ajuda para atravessar a rua. Tereek hesitantemente toca em Artie para oferecer sua ajuda, e Artie escreve o número do ônibus que ele precisa pegar. Tereek o guia até o ponto de ônibus e eles gradualmente se apresentam. Embora Tereek receba mensagens da namorada, que o espera, ele decide ficar com Artie e embarcar no ônibus.
Artie diz a Tereek que está com sede, então eles vão a uma bodega onde Tereek usa o dinheiro de Artie para comprar uma bebida para ele e uma barra de chocolate, embolsando $10 no processo. Eles voltam para o ponto de ônibus, mas perdem o ônibus. Enquanto esperam, Artie diz a Tereek que está em um encontro e que precisa ser grampeado pelo motorista do ônibus quando chegar em sua parada. O ônibus finalmente chega e eles entram. Tereek diz ao motorista o que Artie precisa e o homem bruscamente concorda em ajudá-lo. Artie e Tereek garantem um ao outro que ficarão bem e se abraçam. Quando Tereek desce do ônibus, ele coloca os $10 que tirou da carteira de Artie na xícara de um sem-teto adormecido.

## História da produção
Uma história sobre a conexão improvável entre um adolescente necessitado e um homem surdo-cego, o curta-metragem cresceu a partir do encontro do diretor Doug Roland com um homem surdo-cego na cidade de Nova York anos antes. O título de Feeling Through tem um duplo sentido : é uma referência à comunidade Surdocego, que está no cerne do filme, à medida que os membros dessa comunidade navegam pelo mundo através do toque, enquanto o significado metafórico se refere à jornada pessoal do protagonista de tendo que aprender cuidadosamente como abrir seu coração sem necessariamente saber como fazê-lo.
Percebendo nessa interação, ele deixou de ver Artemio como sua deficiência para vê-lo como um amigo que inspirou a história do que acabou se tornando Feeling Through.[carece de fontes?]
Roland fez parceria com o Centro Nacional Helen Keller para fazer o filme e escalar um ator surdo-cego para o papel principal, o que é inédito na história do cinema.[carece de fontes?]
Roland também filmou um documentário de bastidores ao longo do caminho, chamado Connecting the Dots, que acompanha o processo de escalação e trabalho com o ator Surdocego Robert Tarango, que também trabalha na cozinha do Helen Keller Center, assim como seu pesquisa ao longo de um ano para encontrar o Artemio na vida real.

## Elenco
- Steven Prescod como Tereek
- Robert Tarango como Artie
- Francisco Burgos como Clay
- Alestair Shu como JR
- Javier Rodriguez como Caixa da Bodega
- Coffey como Sem-teto
- Jose Toro como Homem Adormecido
- Luis Antonio Aponte como Motorista de ônibus

## Promoção
Além da exibição do festival do filme, Roland trabalhou com Helen Keller National Center para criar um evento de exibição totalmente acessível chamado "The Feeling Through Experience", que incluiu Feeling Through ao lado de um documentário de making-of chamado Connecting the Dots seguido por um painel de discussão e Perguntas e respostas com a comunidade de surdos-cegos.

## Prêmios e indicações
| Ano  | Prêmio                                        | Categoria                                  | Destinatário                    | Resultado | Ref.        |
| ---- | --------------------------------------------- | ------------------------------------------ | ------------------------------- | --------- | ----------- |
| 2020 | Festival Internacional de Cinema de Bengaluru | Prêmio Festival                            | Doug Roland                     | Venceu    | [ 6 ]       |
| 2020 | DeadCenter Film Festival                      | Prêmio do Público de Melhor Curta          | Doug Roland                     | Venceu    | [ 7 ]       |
| 2020 | Festival de Cinema de Port Townsend           | Prêmio do júri - Melhor curta narrativa    | Doug Roland                     | Venceu    | [ 3 ]       |
| 2020 | Festival de Cinema de Port Townsend           | Prêmio do Público - Melhor curta narrativa | Doug Roland                     | Venceu    | [ 3 ]       |
| 2020 | Festival de Cinema de Port Townsend           | Melhor ator                                | Robert Tarango e Steven Prescod | Venceu    | [ 3 ]       |
| 2020 | Festival de Cinema de Portland                | Prêmio do Público - Melhor Curta           | Doug Roland                     | Venceu    | [ 3 ]       |
| 2020 | Festival Internacional de Cinema de San Diego | Prêmio do Público - Melhor Curta           | Doug Roland                     | Venceu    | [ 3 ]       |
| 2020 | Wisconsin Film Festival                       | Menção Honrosa - Golden Badger             | Doug Roland                     | Venceu    | [ 3 ]       |
| 2020 | Festival de Cinema de Woods Hole              | Prêmio do Júri - Melhor Curta Drama        | Doug Roland                     | Venceu    | [ 3 ]       |
| 2021 | Slamdance Film Festival                       | Shorts imparáveis                          | Doug Roland                     | Venceu    |             |
| 2021 | 93º Prêmio da Academia                        | Melhor curta de ação ao vivo               | Doug Roland, Sue Ruzenski       | Indicado  | [ 8 ] [ 9 ] |